# Philip Gerald Givens
Philip Gerald Givens (* 24. April 1922 in Toronto, Ontario; † 30. November 1995) war Richter, Abgeordneter des kanadischen Unterhauses und in den 1960er Jahren der 54. Bürgermeister von Toronto.
Givens war zuerst Mitglied der Liberalen Partei Kanadas und stellte sich 1957 und 1958 zur Bundeswahl, scheiterte allerdings beide Male. Von 1963 bis 1966 war er Bürgermeister von Toronto. Er setzt sich u. a. für den Kauf der Skulptur Three Way Piece No. 2: Archer von Henry Moore ein, die sich heute auf dem Nathan Phillips Square vor dem Neuen Rathaus in Toronto befindet. 1968 wurde er ins Unterhaus des kanadischen Parlamentes gewählt. Dieses Amt legte er 1971 vorzeitig nieder, um als Kandidat der Ontario Liberal Party in die Legislativversammlung von Ontario einzuziehen. Dort blieb er Mitglied bis 1977, um sich dann aus der Politik zurückzuziehen und als Richter zu arbeiten.